# Хруба Борша
Хруба Борша (слч. Hrubá Borša) насељено је мјесто са административним статусом сеоске општине (слч. obec) у округу Сењец, у Братиславском крају, Словачка Република.

## Становништво
| Година:    | 1994. | 2004.    | 2014.    | 2024.     |
| ---------- | ----- | -------- | -------- | --------- |
| Број људи: | 327   | 386      | 623      | 1739      |
| Разлика:   |       | +18,04 % | +61,39 % | +179,13 % |

| Година:    | 2023. | 2024.   |
| ---------- | ----- | ------- |
| Број људи: | 1672  | 1739    |
| Разлика:   |       | +4,00 % |

Према подацима о броју становника из 2011. године насеље је имало 446 становника.